# The Silhouettes
The Silhouettes est un groupe américain de doo-wop et de rhythm 'n' blues des années 1950.
Le groupe est connu principalement pour son titre Get a Job qui a atteint la première place du Billboard R&B Singles Chart en 1958. Cette chanson est également une des musiques emblématiques du film American Graffiti et se retrouve au générique de fin du film Un fauteuil pour deux.